# بیعت

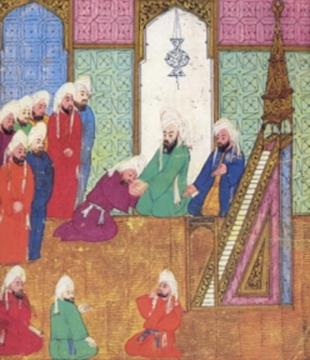
سی و سه هزار نفر از سراسر شبه‌جزیرهٔ عربستان با ابوبکر به عنوان نخستین خلیفهٔ مسلمانان بیعت کردند

بیعت از لحاظ لغوی شناختن خلافت یا پادشاهی کسی می‌باشد؛ و همچنین به معنای پیمان بستن و سوگند خوردن به منظور اطاعت از کسی است. در تاریخ اسلام مرسوم بودکه هر کسی که با خلیفه یا محمد پیمان می‌بست دست خود را در دست او می‌گذاشت. می‌گویند هنگام فتح مکه بعد از اینکه پیغمبر با مردان بیعت نمود برای بیعت با زنان دست خود را در قدح آب فرو برد و زنان نیز به همین ترتیب دست خود را در قدح آب فرو بردند و به این ترتیب محمد با زنان نیز بیعت نمود.
بیعت در اصل معنا یعنی دست دادن، دست در دست کسی گذاشتن.
بیعت را می‌توان به دو گونه دیگر نیز تعریف کرد:
همان‌طور که در بالا ذکر شده‌است بیعت به معنای شناخت خلافت یا پادشاهی کسی یا اینکه به منظور فرمانبرداری از کسی باشد.
اما در تعریفی دیگر می‌توان گفت که بیعت یعنی تجدید عهد و پیمان و یادآوری دوباره شناخت خلافت و امامت یا پادشاهی کسی و نیز به یاد آوردن اهداف و آرمان‌های فردی که با او بیعت شده‌است، می‌باشد.
بیعت در سنت و فرهنگ اسلامی و به خصوص در مذهب شیعه از جایگاهی والایی برخوردار می‌باشد. به اعتقاد مسلمانان بیعت یک عمل مذهبی و بسیار مهم برای سعادت، خوشبختی و فهم حقیقی و درک حقیقت می‌باشد و معتقدند اینگونه بیعت باید از روی اخلاص، محبت، اشتیاق، فهم و درک بالا و نیت پاک باشد و در آن هیچ غرض، مقصود یا خواهش‌های دیگری نهفته نباشد تا خوشبختی نصیب فرد بیعت‌کننده شود.
در این مورد می‌توان به آیه‌ای از قرآن رجوع کرد. قرآن در سوره فتح، آیه دهم می‌گوید:
«ان الذین یبایعونک انما یبایعون الله، یدالله فوق ایدیهم، فمن نکث فانما ینکث علی نفسه و من اوفی بما عهد علیه الله فسیوتیه اجرا عظیما»
ترجمه:
ای رسول مؤمنانی که با تو بیعت کردند به تحقیق با خدا بیعت کردند، دست خدا بالای دستهای آنهاست. پس از آن هر که نقض بیعت کند به حقیقت که به ضرر و هلاک خود اقدام کرده و هر که به عهدی که با خدا بسته‌است وفا کند به زودی خدا به او پاداش بزرگ عطا خواهد کرد.